# Jørn Hurum
Jørn Harald Hurum, cunoscut mai ales ca Jørn Hurum, (n. 4 noiembrie 1967, Comuna Drammen, Buskerud, Norvegia) este un peleontolog și popularizator al științei norvegian. Hurum este specialist în paleotologia vertebratelor fiind profesor asociat (în norvegiană, în original, førsteamanuensis) la muzeul de geologie al Universităţii din Oslo. Hurum a studiat în special dinozauri, mamifere primitive și pleziozauri.

## Media
Hurum este un cunoscut popularizator de știință, nu numai în Norvegia, dar atât în Scandinavia cât și în Europa. Autor al cărții Evoluția omului (conform originalului, Menneskets utvikling), Hurum este și prezentator al serialului științific de televiziune Colțul lui Jørn (conform originalului, Jørns hjørne) din programul "Newton", respectiv co-prezentator al programului de radio Hurum și Ødegaard (conform originalului, Hurum og Ødegaard) împreună cu astrofizicianul norvegian Knut Jørgen Røed Ødegaard. În 2001, Hurum a primit, împreună cu Hans Arne Nakrem și Geir Søli, prestigiosul premiu de popularizare a științei "Formidlingspris".

## Descoperiri
Hurum a studiat în ultimii ani dinozaurii teropozi, precum și pleziozaurii din arhipelagul norvegian Svalbard. În 2006, echipa sa de cercetători a descoperit un pleziozaur enorm cu gât scurt, cel mai mare animal de pradă care ar fi existat vreodată (vedeți, Animalul de pradă X).
La data de 19 mai 2009, după doi ani de logistică și studii în secret, Hurum a anunțat achiziționarea și descrirea științifică a unui schelet vechi de 47 de milioane de ani a unui mamifer primat, conservat în proporție de 95%, care a fost denumit Darwinius masillae, Scheletul animalului, extrem de asemănător al unui lemurian actual, deși fusese excavat în 1983, rămăsese 25 de ani în posesia unui colecționar anonim de fosile.  
Hurum a denumit specimenul "Ida", după numele fiicei sale. 

## Legături externe
- Curriculum Arhivat în 25 octombrie 2009, la Wayback Machine.
- Press release on Predator X from the Natural History Museum at the University of Oslo
- Hurum's publications, and press releases concerning his work